# Nan Kodok
Nan Kodok is een bestuurslaag in het regentschap Payakumbuh van de provincie West-Sumatra, Indonesië. Nan Kodok telt 2012 inwoners (volkstelling 2010).